# 南進

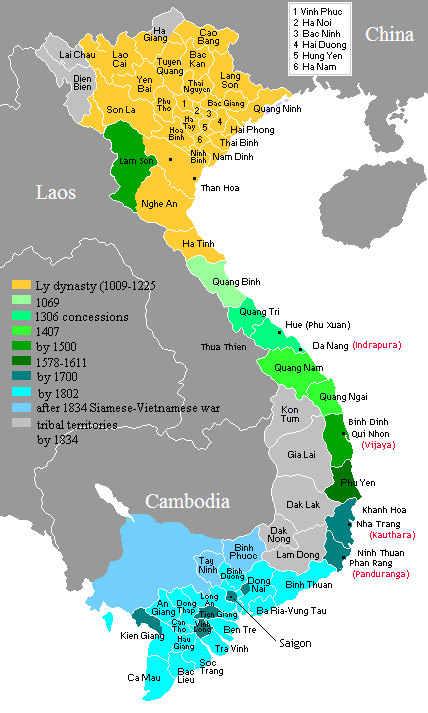
時代ごとの南進具合

南進（なんしん）またはナムティエン（ベトナム語：Nam tiến*?）とは、ベトナムの主要民族であるキン人の国家による、
11世紀から18世紀半ばにかけた南方への領土拡大のことである。キン人国家の領土は、元来の居住地であった紅河デルタから南部へと徐々に広げられた。
現在ベトナムはインドシナ半島の東海岸全域を制圧している。拡大は、安南の東方を南シナ海、北方を中国（広西チワン族自治区・雲南省）、西方をアンナン山脈に囲まれており、南方に領土を延ばすことが最良ということで促された。ベトナムが現在の領土になったのは18世紀後半のことである。
11世紀以降、歴史を通じてベトナムは南方に領土を拡大していった。当初、ベトナムの領土は紅河デルタのみであったが、南進によっておよそ700年で領土が約三倍に拡張し、現在のベトナムの領域に近くなった。

## 概略
西暦10世紀にベトナムが独立して以来、14世紀に入るまで国の統治・治水などの内政に追われていたため、当初南進政策は進まなかった。南方の占城とは戦争を仕掛けていたが、一進一退に終わっていた。14世紀後半、ベトナム（陳朝）が占城からの攻撃を受け、大きな被害を受けた。その後は比較的長い戦争のない期間に入り、民衆間での交易や人員の往来が盛んになり、文化に影響を与えた。
1427年、ベトナムが明から独立し、黎朝が発足すると、南進が本格的に始まった。黎聖宗(在位：1460年 - 1497年)の時代、占城の首都ヴィジャヤ（現在のビンディン省クイニョン）を攻略し、占城王国は崩壊した。
占城併合後も南進政策が進められたが、16世紀から17世紀にかけてベトナムで内部分裂が起き（南北朝時代、鄭阮紛争）、南進は一時的に停止した。聖宗の死後、後黎朝の中央集権体制が崩壊し、16世紀後半には北方の鄭主と順化の阮主（広南国）に分裂して戦った。
16世紀から17世紀にかけて、東アジアと東南アジアに華僑が進出、南シナ海・東シナ海の貿易が発展した。阮主政権は会安（ホイアン）に港を置き、外国との貿易を行った。当時日本は最大の生糸輸入国であり、日本への生糸輸出拠点として栄え、中国や日本の商人を招き入れた。会安には日本人町が作られるまでに栄えたが、1603年に日本で徳川幕府が成立し1635年までに鎖国が行われると、生糸の輸入が激減し、ベトナムは海上貿易の幹線から外れるに至った。
この貿易量の減少に伴い、ベトナム中部の小規模な土地での農業生産に依存していた阮主政権は17世紀中葉から南進を本格的に行う。17世紀末に占族の残党を滅ぼすと、カンボジア王室の混乱に乗じて南部で勢力を拡大し、1698年にはプレイノコール（後のサイゴン、現在のホーチミン市）まで勢力を拡大する。
18世紀以降、カンボジア王室はタイ（アユタヤ王国）からの圧力に対抗するため、阮主の救援を借り、それに乗じて阮主の勢力を拡大した。18世紀末までにメコンデルタやカンボジア南部諸州を蚕食した。18世紀末の南進で、現在のベトナムの領土が概ね完成した。

## 占城の併合

### 李朝、陳朝、胡朝時代

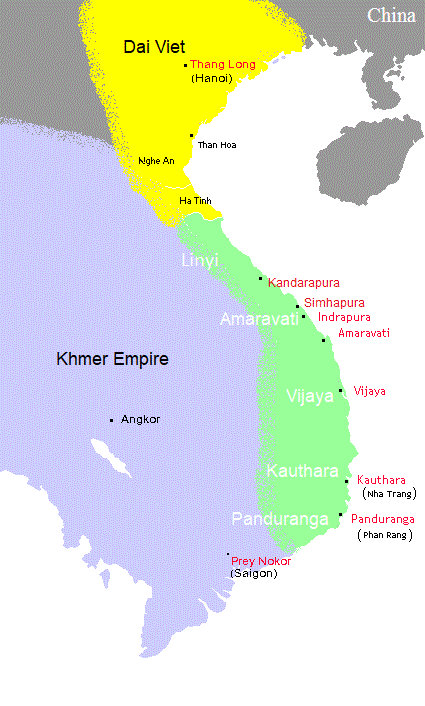
李朝時代のベトナム（黄色）と占城（緑色）の対峙図

李朝 (ベトナム)、陳朝、胡朝時代、ベトナムと南方の占城は度々軍事衝突を落とした。結果的にはベトナム側が優勢であった。
1044年（明道3年）、李朝李太宗による親征では、「3万の首級」、「占城の主を斬った」、「将卒5000人を生け捕り、戦象を30頭飼いならした」、「仏誓城にいた占城の妻・妾及び宮女を得た」と、ハノイ、タンロン遺跡にはある。
1069年（李天貺宝象2年）、農暦2月、李聖宗による占城への親征が行われた。歴史学者の陳仲金（チャン・チョン・キム）によると、開戦事由は「占城国による騒擾があったため」という。越軍は順調に勝ち進み、占城軍を打ち負かした。君主制矩は真臘へ敗走したが、同年5月に聖宗に捕らえられた。